# Gyaritus aurescens
Gyaritus aurescens là một loài bọ cánh cứng trong họ Cerambycidae.